# Liste du patrimoine mondial en Guinée-Bissau
Cet article recense les sites inscrits au patrimoine mondial en Guinée-Bissau.

## Statistiques
La Guinée-Bissau ratifie la Convention pour la protection du patrimoine mondial, culturel et naturel le 28 janvier 2006.
En 2025, la Guinée-Bissau compte un site inscrit au patrimoine mondial, naturel. Aucun site n'est inscrit sur la liste indicative.

## Patrimoine mondial
Le site suivant est inscrit au patrimoine mondial.
| Id.  | Bien                                                                  | Région(s)      | Année | Superficie (ha) | Critères et notes  | Coordonnées                  | Illus. |
| ---- | --------------------------------------------------------------------- | -------------- | ----- | --------------- | ------------------ | ---------------------------- | ------ |
| 1431 | Écosystèmes côtiers et marins de l'Archipel des Bijagós - Omatí Minhô | Bolama-Bijagos | 2025  | 394 067,28      | Naturel, (ix), (x) | 11° 07′ 12″ N, 15° 56′ 56″ O |        |

## Liste indicative
Depuis l'inscription des « écosystèmes côtiers et marins de l'Archipel des Bijagós - Omatí Minhô » sur la liste du patrimoine mondial, la Guinée-Bissau ne compte aucun site sur sa liste indicative.